# شناخت گیاهان دارویی و معطر ایران
شناخت گیاهان دارویی و معطر ایران کتابی از ولی‌الله مظفریان است که در سال ۱۳۹۱ منتشر و در مراسم کتاب سال جمهوری اسلامی ایران به‌عنوان کتاب برگزیده معرفی شد.